# John Peters (Söldner)
John Peters (* 1922 oder 1926 in Leeds; † 1986 in Dallas) war ein britischer Söldner und Unternehmer.

## Leben
Peters diente als Berufssoldat in der britischen Armee, unter anderem beim SAS. Er erreichte den Dienstgrad eines Unteroffiziers, desertierte und wanderte nach Südafrika aus. Im September 1964 trat er als Unteroffizier in das 57. Kommando ein, einen Zug des von Mike Hoare geführten 5. Kommandos, das die Simba-Rebellion im Kongo niederschlagen sollte. Als stellvertretender Zugführer formte er das 57. Kommando zu einer Eliteeinheit innerhalb des 5. Kommandos, deren Ausbildungsstandard Hoare zufolge dem des SAS nahekam. Das 57. Kommando war an der Rückeroberung Kindus beteiligt, wo die Söldner 250 europäische Geiseln aus der Gewalt der Simbas befreiten. Beim Vormarsch auf Stanleyville beförderte Hoare Peters am 20. November 1964 zum Leutnant. Während Hoare seinen Männern das Plündern der von Belgiern verlassenen Häuser verbot, es aber hinnahm, unterstützte Peters seine Männer beim Aufsprengen von Tresoren. Nachdem Hoare den Befehl gegeben hatte, bei Vorstößen nur auf Bewaffnete zu schießen, hielt Peters in seinem Jeep einen Vorrat an Speeren bereit, um jedem getöteten Einheimischen im Nachhinein eine Waffe in die Hand legen zu können. Das 5. Kommando wurde nach der Befreiung Stanleyvilles bis zum Jahresende mit Patrouillen am linken Ufer des Kongo nordöstlich von Stanleyville eingesetzt, um verschleppte Geiseln zu befreien, was nur teilweise gelang. Am 26. Dezember erhielt Peters das Kommando über das 54. und 57. Kommando. Zum Jahreswechsel wurden die beiden Kommandos als Garnisonstruppen nach Paulis abgestellt. In Paulis sorgte Peters dafür, dass eine belgische Brauerei wieder ihren Betrieb aufnahm und beteiligte sich an den Einnahmen.
Der neue Auftrag des 5. Kommandos am Jahresanfang 1965 lautete, die Simbarebellen im Nordosten von ihren Nachschubverbindungen in den Sudan und Uganda abzuschneiden. Die Aufständischen erhielten von dort nicht nur sowjetische und chinesische Waffen, sondern nutzten die Nachbarländer auch als Rückzugsräume. Hoare nannte seinen Feldzug Operation White Giant. Er begann am 15. März mit dem Marsch von Bunia aus und stieß entlang der ugandischen und sudanesischen Grenze vor. Sein Verband bestand aus dem 5. Kommando mit 300 Söldnern und dem 14. Kommando mit 700 Schwarzafrikanern, von denen die meisten aus Katanga stammten. John Peters erhielt am 16. März den Rang eines Hauptmanns und das Kommando über eine Force John-John genannte Einheit von rund 100 Mann, die den rechten Flügel des Vormarsches übernahm. Die Einheit brachte durch ihr energisches Vorgehen den Rebellen immer wieder hohe Verluste bei. Peters wurde dafür noch während der Operation zum Major befördert. In weniger als drei Wochen stieß die Truppe bis Niangara vor, für dessen Zivil- und Militärverwaltung Peters die Verantwortung übernahm.
Ende April erhielt Peters den Auftrag, Gegenangriffe der Rebellen aus dem Sudan zu unterbinden. Dazu verfolgte er mit einer mehrere hundert Männer starken Truppe aus Teilen des 5. und 14. Kommandos eine Rebellengruppe 40 km weit in den Sudan, tötete 80 der Aufständischen und brannte ihr Lager nieder. Als Folge dieser Demütigung beendete die sudanesische Regierung ihre Unterstützung für die Rebellen. Trotzdem musste Peters Einheiten Anfang Mai heftige Angriffe der Rebellen auf Niangara abwehren.
Im Mai musste Peters auf Hoares Befehl sein Kommando abgeben und den Kongo verlassen, nachdem ein Soldat seiner Leibwache einen einheimischen Feldwebel erschossen hatte und dies das Verhältnis zur kongolesischen Regierung belastete.
Im August kehrte John Peters aus dem rhodesischen Salisbury zurück, gerade rechtzeitig für Operation Bazi, mit der das 5. Kommando das Gebiet um den heutigen Territorium Fizi am Tanganjikasee befreien sollte, das den Rebellen als letztes Herrschaftsgebiet im Kongo verblieben war. Peters Rückkehr verminderte den Mangel an qualifizierten Offizieren für diese komplexe Operation. Hoare übernahm das Kommando über eine erneut Force John-John genannte Einheit von 100 Mann. Der Angriff begann am 27. September 1965 mit 350 Söldnern und mehr als 3000 ANC-Soldaten. Ein Teil des 5. Kommandos griff aus dem Südwesten an, eine zweite Kolonne von Süden über Uvira. Eine dritte Gruppe attackierte in einer amphibischen Landung über den Tanganyikasee die Hafenstadt Baraka, eng unterstützt von den Luftstreitkräften. John Peter leitete und trainierte das Strandaufklärungskommando, das als Vorhut der Landungstruppen diente. Beim Kampf um Baraka wurde Peters verwundet, weigerte sich aber zunächst, Morphium gegen die Schmerzen zu akzeptieren, um das Gefecht weiter leiten zu können. Fünf Wochen später, beim Kampf um Fizi, wurde John Peters erneut verwundet.
Am 9. Dezember übernahm Peters die Befehlsgewalt über das 5. Kommando von Mike Hoare, nachdem dieser von Mobutu entlassen worden war, der sich zwei Wochen zuvor an die Macht geputscht hatte. Zwar hatte der Tod des einheimischen Feldwebels John Peters bei den einheimischen Soldaten unbeliebt gemacht. Aber möglicherweise war dies in Mobutus Augen ein Vorteil, denn die Armee stützte sich zum großen Teil auf Soldaten aus der Provinz Katanga, die Mobutus Widersacher Moïse Tschombé die Treue hielt. Während seines Urlaubs in Rhodesien im Sommer 1966 wurde Peters von einer Gruppe Verschwörern kontaktiert, die mit belgischer Unterstützung Mobutu stürzen wollten. Peters verweigerte seine Beteiligung, floh aber nach London zum Besuch der Fußballweltmeisterschaft, weil er fürchtete, als potenzieller Verschwörer von Mobutus Männern gekidnappt zu werden. Anschließend kehrte er jedoch auf seinen Posten zurück. Bei der Revolte von Katanga-Gendarmen im Juli 1966 verhielt sich das 5. Kommando zunächst neutral, verhinderte aber nach dem Scheitern des Aufstands die Flucht von 3000 Gendarmen, die anschließend von Regierungstruppen massakriert wurden.
Im Februar oder März 1967 übergab Peters das 5. Kommando an George Schroeder, die Einheit wurde im Mai aufgelöst. Zu diesem Zeitpunkt war sie weniger mit Kampfaufträgen als mit dem Wiederaufbau der Infrastruktur wie Brücken und Schulen beschäftigt.
Zeitzeugen, die mit Peters im Kongo kämpften, schildern ihn als jähzornigen Menschen, der gegenüber anderen Söldnern gewalttätig wurde und aus nichtigem Anlass Einheimische erschoss. Der Guardian-Reporter Anthony Mockler schrieb über Peters: „He had a reputation as a killer and as a very cold man; he was however equally respected and even more feared.“ Laut Mockler war Peters als Kommandeur des 5. Kommandos überfordert, weil ihm als ehemaligem Unteroffizier die Qualifikationen für das Führen einer so großen Einheit fehlten.
John Peters wollte sich in Südafrika niederlassen, was ihm aber die Behörden verweigerten. Stattdessen eröffnete er in London unter dem Deckmantel einer Immobilienagentur ein Netzwerk von Söldnern, die innerhalb weniger Tage mit Waffen und Ausrüstung mobilisiert werden konnten. Nach dem Ausbruch des Biafra-Krieges im Juli 1967 rekrutierte Peters für die nigerianische Regierung ein Dutzend südafrikanische, rhodesische und britische Piloten für Transportflugzeuge. Seinen ehemaligen Offizierskameraden Alastair Wicks, der Söldner für Biafra anwarb, warnte er telefonisch: „Ich will nicht, dass meine Jungs deine bekriegen.“
Zu Beginn der siebziger Jahre gründete John Peters in Singapur das Geoexplorationsunternehmen Coastal Surveys Ltd. In den achtziger Jahren arbeitete er für Arthur Jones, dem Erfinder der MedX-Krafttrainingsmaschinen. John Peters erlag 1986 am Flughafen von Dallas einem Herzinfarkt.
In seinem Roman Die Hunde des Krieges erwähnt Frederick Forsyth, dass die fiktionale Hauptfigur, der Söldnerführer Cat Shannon, das 5. Kommando verließ, weil er sich weigerte, unter John Peters zu dienen.